# Kurt Prüfer
Kurt Prüfer (* 21. April 1891 in Erfurt; † 24. Oktober 1952 in einem Gulag) war ein deutscher Ingenieur, der bei der Firma J. A. Topf & Söhne in Erfurt u. a. für die Konstruktion von Krematorien verantwortlich war. In der Zeit der NS-Diktatur und des Holocaust entwarf er immer leistungsfähigere Modelle von Verbrennungsöfen, die in Konzentrationslagern zum Einsatz kamen. Er war beteiligt an der Planung, Installation, Prüfung und Wartung der Krematorien der Konzentrationslager Auschwitz.

## Leben
Kurt Prüfer war der Sohn eines Lokomotivführers. Nach dem Abschluss der Realschule erlernte er den Beruf des Maurers und begann nach Lehrabschluss an der Kunstgewerbeschule Erfurt ein Studium und 1908 ein Hochbaustudium an der dortigen Königlichen Baugewerbeschule. Ab 1911 war er in der Firma Topf & Söhne beschäftigt, zunächst als technischer Zeichner und Konstrukteur für Mälzereianlagen. Nach dem Militärdienst und der Teilnahme am Ersten Weltkrieg beendete er sein Studium mit dem Abschluss Diplom-Bauingenieur. Anschließend war er ab 1920 wieder bei Topf & Söhne beschäftigt in der Abteilung D für industrielle Feuerungsanlagen. Er spezialisierte sich dort auf den Krematorienbau, einen noch jungen Bereich im Unternehmen, der absehbar an Bedeutung gewann und – nach Urteil Annegret Schüles – dem Aufstiegswillen Kurt Prüfers entgegenkam. Ab 1928 war er Leiter der Abteilung zur Herstellung von Krematorien und ab 1935 Oberingenieur. Während der Weltwirtschaftskrise musste er 1930/31 erhebliche Gehaltseinbußen hinnehmen und entging so der Kündigung.
Die Firma, die als Maschinenfabrik gegründet wurde und im Zweiten Weltkrieg überwiegend Rüstungsaufträge der Wehrmacht übernahm, war Marktführer in der Herstellung von Verbrennungsanlagen. Dies war ein Nischenprodukt im Sortiment, das etwa zwei Prozent des Firmenumsatzes ausmachte. Feuerbestattungen wurden in Deutschland seit Mitte des 19. Jahrhunderts immer populärer, und Topf & Söhne setzte sich mit Fragen nach einer pietätvollen Urnenbestattung auseinander. Ab den 1920er und 1930er Jahren belieferte Topf & Söhne städtische Krematorien weltweit. Bestattungsrechtlich wurde 1934 das Feuerbestattungsgesetz als Reichsgesetz erlassen. Die Firma Topf & Söhne hatte außerdem Erfahrung mit anderen Verbrennungsanlagen, zum Beispiel zur Müllverbrennung oder zur Verbrennung von Tierkadavern.
Nach der Machtergreifung der Nationalsozialisten trat er zum 1. Mai 1933 der NSDAP bei (Mitgliedsnummer 2.950.347). Kurt Prüfer war Betriebsobmann der Deutschen Arbeitsfront.

## Installation von Krematorien in Konzentrationslagern

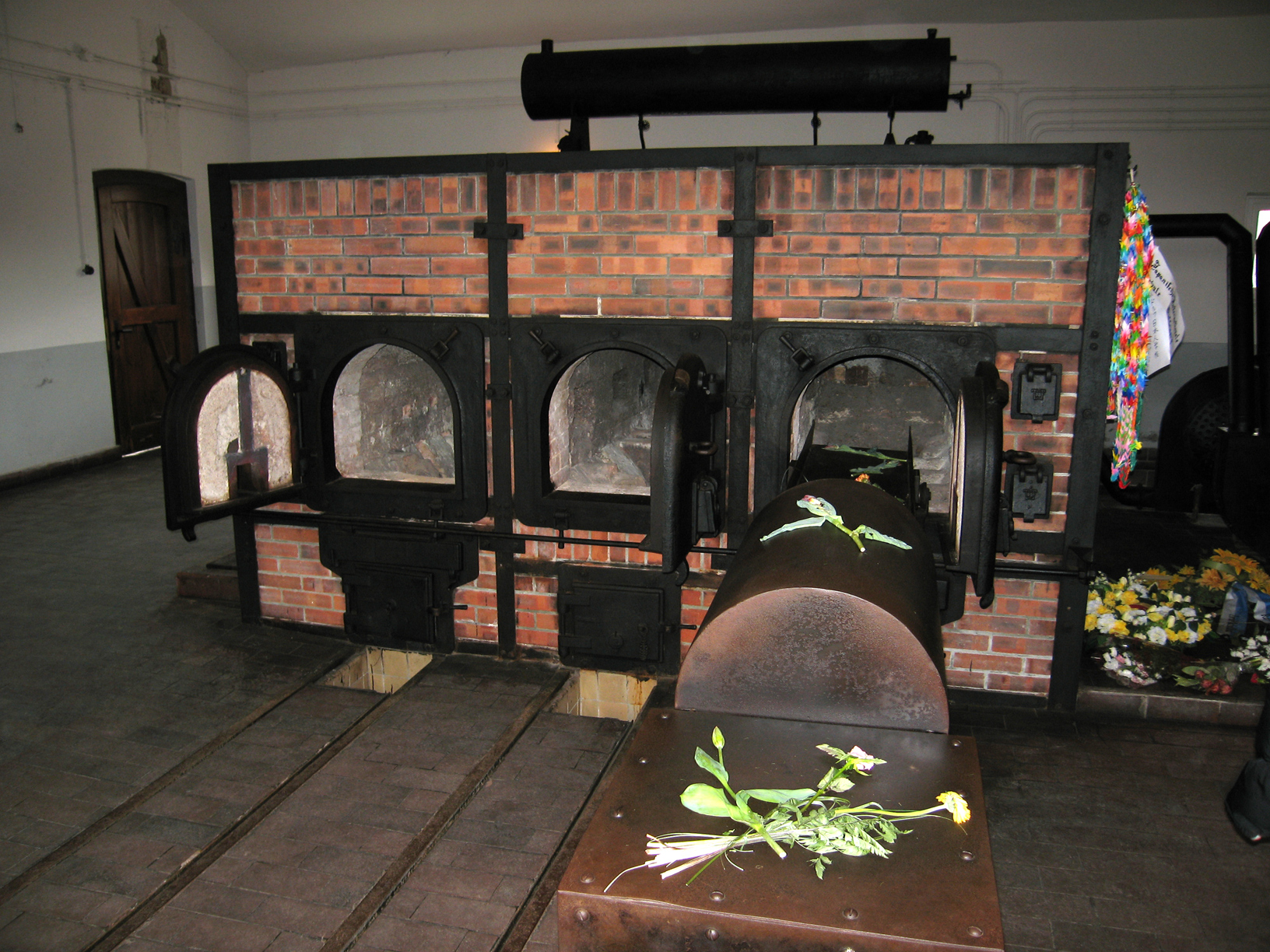
Dreimuffelofen von Kurt Prüfer im KZ Buchenwald

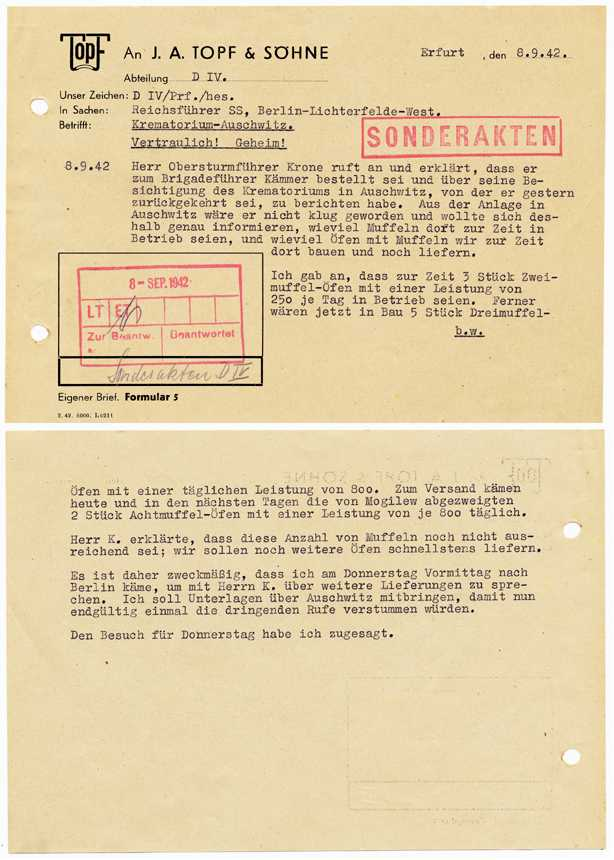
Schreiben von Kurt Prüfer an seine Firma bezüglich benötigter Krematoriumsöfen und deren Kapazität vom 8. September 1942.

Die Firma Topf & Söhne arbeitete ab 1939 mit der SS, darunter Karl Bischoff, zusammen und übernahm Aufträge des Reichssicherheitshauptamts (RSHA). Der Erinnerungsort Topf & Söhne macht auf die weitgehende Freiwilligkeit aufmerksam, mit der sich das privatwirtschaftliche Unternehmen auf die Unterstützung der Tötungsmaschinerie in den Konzentrationslagern einließ.

„Mittäter (…) [wie Kurt Prüfer] reduzierten den Massenmord zu einem ‚Geschäftsvorgang‘, zu einer ‚technischen Aufgabe‘, der mit dem ‚entsprechenden Produkt‘ begegnet werden kann.“

Für die Konzentrationslager Buchenwald, Dachau, Groß Rosen, Mauthausen, Gusen und Auschwitz wurden mobile und stationäre Krematorien entwickelt, gebaut und dort installiert. Durch den Einsatz von KZ-Häftlingen und den günstigen Bezug von Materialien konnte Prüfer mit den Produkten der Firma Topf & Söhne Konkurrenzunternehmen beim Krematoriumsbau in Konzentrationslagern unterbieten und den „wachsenden Markt der Konzentrationslager für sich bzw. seine Firma erschließen“.
Oberingenieur Kurt Prüfer war bewusst, dass seine Konstruktionen von Verbrennungsöfen im Stile von Kadaververnichtungsöfen eine Abkehr von bisherigen Überlegungen über einen würdevollen Tod waren und auch gegen geltendes Recht verstießen. Dennoch entwarf er, anders als der Konkurrenzbetrieb Kori, immer neue Ofenmodelle und Verbrennungsverfahren, welche die Verbrennung der Holocaustopfer effizienter machten. Er berücksichtigte dabei Energieeinsparungen und die steigende Anzahl von Leichen. Die Muffelöfen waren zunächst transportabel, wurden später eingemauert und waren zuletzt stationär. Da immer mehrere Leichen verbrannt wurden, war offensichtlich, dass die von Topf & Söhne teils mitgelieferten Urnenkapseln mit durchnummerierten Schamotte-Erkennungsmarken, die von reichsdeutschen Angehörigen gegen Bezahlung angefordert werden konnten, gar nicht die Asche der Verstorbenen enthalten konnten. Die zunächst einzelnen Brennkammern der Öfen steigerten sich zu Zwei- und Dreimuffelöfen und wurden im Vernichtungslager Auschwitz-Birkenau auf acht Kammern erweitert. Für die Effektivität des Dreimuffelofen erhielt Entwickler Kurt Prüfer von der Firmenleitung eine Prämie von 450 Reichsmark.
Am 19. August 1942 nahm Prüfer an einer Konferenz der Zentralbauleitung der Waffen-SS und Polizei Auschwitz teil, bei welcher der Bau von vier neuen Krematorien im KZ Auschwitz vereinbart wurde. Er war außerdem bei der Prüfung der Funktion der Entlüftungsanlagen der Gaskammern in Auschwitz mehrfach vor Ort. Der Vorgesetzte von Kurt Prüfer, Fritz Sander, meldete im November 1942 das Patent eines „Kontinuierlich arbeitenden Leichenverbrennungsofen[s] für Massenbetrieb“ an, der anders als die Muffelöfen eine pausenlose Verbrennung von Leichen ermöglichen sollte. 1942 lehnte die Firmenleitung ein Kündigungsersuchen von Prüfer ab, 1943 wurde er für seine 25-jährige Betriebszugehörigkeit mit einem Gratulationsschreiben geehrt.

„Das Krematorium II wurde unter Einsatz aller verfügbaren Kräfte trotz unsagbarer Schwierigkeiten und Frostwetter bei Tag- und Nachtbetrieb bis auf bauliche Kleinigkeiten fertiggestellt. Die Öfen wurden im Beisein des Herrn Oberingenieur Prüfer der ausführenden Firma, Firma Topf & Söhne, Erfurt, angefeuert und funktionieren tadellos.“

## Nachkriegszeit und Tod
Nach Kriegsende wurde Prüfer am 30. Mai 1945 von amerikanischen Militärpolizisten festgenommen. Ihnen war bekannt, dass die Firma Topf & Söhne in Konzentrationslagern Krematorien errichtet hatte, jedoch nicht deren Typ. Am 13. Juni 1945 wurde er wieder entlassen und erhielt den Auftrag, ein Krematorium zu liefern. Zunächst vernichtete er jedoch alle mit der SS geschlossenen Verträge. Nach der Übergabe Thüringens an die Sowjets im Juli 1945 baute er in deren Auftrag eine Müllverbrennungsanlage in Arnstadt. Am 11. Oktober 1945 erkundigte sich ein Mitarbeiter des sowjetischen Geheimdienstes bei der Firma Topf & Söhne nach dem „Auschwitzingenieur“, wurde jedoch von einem Mitarbeiter der Firma hingehalten. Prüfer und drei andere Firmenmitarbeiter wurden am 4. März 1946 von sowjetischen Offizieren verhaftet und ausführlich verhört. Alle Festgenommenen gaben während der Vernehmungen zu, durch ihr Tun „an der organisierten Massenvernichtung in Auschwitz mitgewirkt“ zu haben. Man kann heute nicht klären, unter welchem Druck die Aussagen zustande kamen oder welche Übersetzungsfehler sich einschlichen. Fälschungsvorwürfe von Revisionisten, die sich auf Fehlangaben bei Daten beziehen, werden von Historikern zurückgewiesen.
Durch beschlagnahmte Unterlagen ist die Beteiligung der Firma Topf & Söhne am Bau von Krematorien und die Beteiligung der Beschuldigten daran belegbar. Eine Telefonnotiz vom 17. Februar 1943 beweist, dass innerbetrieblich von „Gaskellern“ in Auschwitz-Birkenau gesprochen wurde. Prüfer selbst zeichnete ein Schreiben ab, in dem es um die Lieferung von „gewünschten Anzeigegeräte[n] für Blausäure-Reste“ ging. Laut Aussage von Ober-Ingenieur Karl Schultze berichtete dieser ihm von Probe-Vergasungen:
„Am nächsten Tag war ich um zehn Uhr morgens im Krematorium. Ich sah dort 60 Leichen, Männer, Frauen und Kinder. […] Ich erzählte ihm [i. e. Prüfer], was geschehen war, wie diese Menschen geführt, in die Gaskammer getrieben und getötet wurden und nun ihre Leichen im Krematorium verbrannt würden. […] Ich blieb dort fünf Tage. […] Ich musste den Krematoriumsofen kontrollieren. Das war erst möglich, als der Transport mit den etwa 300 Leuten eintraf, die in der Gaskammer getötet wurden.“
Prüfer selbst gestand 1948 ein, seit Frühjahr 1942 von Gasmorden im Stammlager gewusst zu haben. Er habe im dortigen Krematorium durch eine halbgeöffnete Tür Leichen auf dem Boden gesehen; der ihn begleitende SS-Mann habe zunächst ausweichend geantwortet, dann aber einiges über Vergasungen berichtet. Prüfer wurde am 17. April 1948 in Moskau durch ein Sowjetisches Militärtribunal zu 25 Jahren Lagerhaft und Zwangsarbeit in der Sowjetunion verurteilt. Im Urteil heißt es:

„Obwohl Prüfer über den wahren Zweck der Krematorien und Gaskammern in den Lagern Bescheid wusste, stellte und löste er auf eigene Initiative Fragen, die die technische Ausrüstung und die Vervollkommnung dieser Krematoriumsanlagen betrafen und zur Erhöhung ihrer Kapazität beitragen sollten.“

Er starb am 24. Oktober 1952 in Gefangenschaft an den Folgen eines Schlaganfalls. Die ebenfalls 1948 verurteilten Mitarbeiter Karl Schultze und Gustav Braun wurden im Herbst 1955 vorzeitig entlassen, Prüfers Vorgesetzter Fritz Sander war bereits am 26. März 1946 an Herzversagen in der Haft in Berlin-Karlshorst verstorben.